# Klebelsberg Kunó népiskola-építési programja
Klebelsberg Kuno népiskola-építési programja egy 1920-as évekbeli nagyarányú magyar vidéki iskolaépítési akció volt.

## Története
Az első világháborút követő trianoni békediktátum kedvezőtlen helyzetbe kényszerítette a vesztes Magyarországot. Mivel a területi veszteségek korrigálására az ezt követő időben nem igen nyílott mód, több politikus inkább a megmaradt csonka ország belső életének fejlesztésével kezdett el foglalkozni. Ezek egyike volt gróf Klebelsberg Kuno, aki kultuszminiszterként az 1920-as években népiskola-építési programot hirdetett: 
„Itt  a  magyar  népművelésnek  olyan  rákfenéjéről  van  szó,  amelyen  nem  lehet  sem  törvénnyel,  sem  rendelettel,  sem  a  tanügyért  való  határtalan  lelkesedéssel, sem ékesszólással, sem frázisokkal   segíteni,   hanem   igenis   téglával  és  malterral:  népiskolák  tömeges  építésével,  és  pedig  ott,  ahol  helyszűke  miatt  beiskolázatlan  gyerekek vannak.”
Klebelsberg arra is gondolhatott a fentiek mellett, hogy ebben az időben a magyarországi analfabétizmus még mindig 10% körül volt.
Az akció nem volt előzmény nélküli: az 1910-es évek elején, az úgynevezett Sváb Gyula-féle iskolaépítési program keretében 139 vidéki (falusi, tanyasi, városi) iskola épült fel, azonban ezek jelentős része Trianon után a határon túlra került.
Klebelsberg Dánia oktatási rendszere alapján készítette el tervezetét, amely 5 év alatt nem kevesebb, mint 5000 „népiskolai objektum” (azaz 3475 tanterem és 1525 tanítói lakás) megépítését tűzte ki célul.
Az építkezésről szóló törvénytervezet 1925-ben készült el, és 1926-ban lépett hatályba (a „mezőgazdasági népesség érdekeit szolgáló népiskolák létesítéséről és fenntartásáról”, 1926/7. törvénycikk). Létrehozták az Országos Népiskolai Építési Alapot, új adókat vetettek ki, illetve hitelkonstrukciókat, és támogatási rendszereket dolgoztak ki a szegényebb települések számára. Ez utóbbiakra 25 millió aranykoronát különítettek el az állami forrásokban. Míg az állam elsősorban az építkezéseket támogatta, a leendő fenntartók kötelessége volt gondoskodni az építési telek megszerzéséről, a napszámosok béréről, a bútorok és tanszerek beszerzéséről. Az építkezések jellemzően tervpályázatos módon kerültek meghirdetésre, de magukat a terveket az állam készítette el típustervekként. Az épület anyagát is előírták (égetett tégla, terméskő, esetleg mészhomoktégla, továbbá vörösfenyő padlózat, palatető). A legtöbb iskolához tanítói lakások is épültek.
Érdekesség, hogy a típusterveket éppen a korábbi program vezetője és részben építésze, Sváb Gyula dolgozta ki.
A program 1925 októberében indult, és valóban megépült az 5000. népiskolai objektum: ez a Szeged-rókusi elemi iskola (ma: Rókusi Általános Iskola, 6724 Szeged, Kossuth Lajos sgrt. 37) egyik tanterme volt, amelyet 1930. október 25-én adtak át.
Az iskolaépítési program a nagy gazdasági világválság miatt szakadt félbe, és 1930 decemberében ért véget. Összesen végül 502 iskola épült, ebből 402 tanyasi iskola volt. (Viszonyításként: 1931 és 1935 között 34 új iskola épült Magyarországon.)
Nem sokkal később, 1931-ben megbukott a Klebelsberget támogató Bethlen-kormány, majd 1932-ben maga Klebelsberg is elhunyt. A teljes program végül körülbelül 64 millió pengőbe került (a koronát időközben bevonták), amelyből az állam 48 milliót pengőt fizetett. Az elkészült iskoláknak végül az 57%-a egyházi, 29%-a állami, és 12,8%-a került községi fenntartásba.
Iskolái fennmaradtak, és többségük a mai napig működik.

## Statisztika
Forrás:
- Pest-Pilis-Solt-Kiskun   vármegye   332,
- Jász-Nagy-kun-Szolnok     vármegye     98,
- Szabolcs     vármegye  91,
- Békés  vármegye  68,
- Heves  vármegye  61,
- Csanád  46,  és
- Hajdú  vármegye  39  objektummal,  míg
- Szeged  és  környéke  18  új  iskolával,  39  iskola  bővítésével, összesen 307 tanteremmel és tanítói lakással gazdagodott.

## Egyéb irodalom
- Székelyné Kőrösi Ilona: A magyar iskola ezer éve. Az alföldi Klebelsberg-iskolák. Honismeret, 1996/2
- Ferkai András: Iskolák a két világháború között. Magyar Építőművészet, 19 8 7/ 3.
- Kozák Csaba: Klebelsberg Kunó oktatáspolitikai reformjai. Képzés és gyakorlat, 2016/1–2 sz.
- Janáki Katalin, Hagymásy Tünde: A közoktatás jellemzői Magyarországon. Statisztikai Szemle, 2020. június 4
- Magyar Építőművészet 1926/5-6., 9-10. sz., 1927/1-2. sz., 1928/10-12. sz.